# Gufa
Le Gufa est un champ volcanique d'Érythrée et de Djibouti constitué de plusieurs cônes de scories.

## Géographie
Le Gufa est situé en Afrique de l'Est, dans l'extrême Sud de l'Érythrée et le Nord de Djibouti. Situé dans le Sud du bloc Danakil, il est dominé par le Mousa Alli, un autre volcan situé au sud-ouest.
Les cônes de scories basaltiques qui composent le Gufa forment deux chaînes parallèles alignées selon un axe est-ouest et situées en majorité en Érythrée. Ces cônes ont émis des coulées de lave basaltique qui se sont dirigées vers le nord en direction de la mer Rouge.

## Histoire
La date de formation du Gufa ainsi que celle de sa dernière éruption sont inconnues.